# Dina Stars
Dina Stars é uma youtuber e ativista cubana. Em junho de 2021, contava com mais de 30 mil inscrições no Youtube e mais de 50 mil seguidores no Instagram.
Em 2021, denunciou que fora alvo de ameaças, chantagens e assédios virtuais que resultaram na perda de seus empregos em duas empresas diferentes, lamentando-se por não existirem em Cuba, leis que a protegessem. Em junho de 2021, criticou publicamente a administração de Miguel Díaz-Canel pela proibição de depósitos em dólares nos bancos do país.
Durante os protestos cubanos de 2021, no decorrer de uma entrevista exibida ao vivo ao programa de televisão espanhol Todo es mentira, Dina Stars foi detida por agentes de segurança cubanos. Foi acusada por "promoção protestos" em Cuba, sendo libertada no dia seguinte.